# Парламентские выборы в Сан-Марино (1988)
Парламентские выборы в Сан-Марино прошли 29 мая 1988 года. Христианско-демократическая партия вновь стала крупнейшей партией парламента, получив 27 мест. Христианско-демократическая и Коммунистическая партии сформировали коалицию. Однако, в марте 1992 году СХДП сменила своего коалиционного партнёра на Социалистическую партию.

## Результаты
| Партия                                                          | Голоса | %    | Мест | +/-   |
| --------------------------------------------------------------- | ------ | ---- | ---- | ----- |
| Сан-Маринская христианско-демократическая партия                | 9 001  | 44,1 | 27   | +1    |
| Сан-маринская коммунистическая партия                           | 5 852  | 28,7 | 18   | +3    |
| Объединённая социалистическая партия                            | 2 781  | 13,6 | 8    | 0     |
| Сан-Маринская социалистическая партия                           | 2 266  | 11,1 | 7    | -2    |
| Социалисты за реформу (Социалистическая демократическая партия) | 217    | 1,1  | 0    | -1    |
| Сан-Маринская Республиканская партия                            | 279    | 1,4  | 0    | новая |
| Недействительных/пустых бюллетеней                              | 737    | -    | -    | -     |
| Всего                                                           | 21 133 | 100  | 60   | 0     |
| Зарегистрированных избирателей/ Явка                            | 26 052 | 81,1 | -    | -     |
| Источник: Nohlen & Stöver                                       |        |      |      |       |